# ماريون روزين
ماريون روزين (بالإنجليزية: Marion Rosen؛ بالألمانية: Marion Rosen) هي معالجة نفسية أمريكية وألمانية، ولدت في 24 يونيو 1914 في نورنبرغ في ألمانيا، وتوفيت في 18 يناير 2012 في بيركيلي في الولايات المتحدة.